# براندون ستودارد
براندون ستودارد (بالإنجليزية: Brandon Stoddard)‏ هو شخصية أعمال أمريكي، ولد في 31 مارس 1937 في بريدجبورت في الولايات المتحدة، وتوفي في 22 ديسمبر 2014 في بل أير ‏ في الولايات المتحدة بسبب سرطان المثانة.

## وصلات خارجية
- براندون ستودارد على موقع IMDb (الإنجليزية)